# Гуамблин (остров)
Гуамблин — остров архипелага Чонос в Чили. Наивысшая точка — 218 метров над уровнем моря. Единственный остров архипелага, который полностью покрыт лесом. Целиком является национальным парком.
В древности был заселён народом чоно.